# Gynacantha vargasi
Gynacantha vargasi — вид бабок з родини коромисел (Aeschnidae). Описаний у 2019 році.

## Етимологія
Вид названий на честь костариканського натураліста Рональда Варгаса Кастро, який допомагав автору таксона Вільяму Габеру у зборі ентомологічних зразків.

## Поширення
Ендемік Коста-Рики. Знайдений на трьох ділянках вздовж карибського узбережжя на сході країни.